# Rozs Kálmán
Rozs Kálmán, vitéz (feltehetően 1900 előtt született és 1940 után hunyt el) író, könyvkiadó.

## Élete
1937 májusában Radó Imrével és másokkal  megalapították a Közművelődési Könyv- és Hírlapterjesztő Kft.-t.
Rendelkezett nyomdászati (cinkográfus) szaktudással, és később 1939-től már saját kiadó vállalata is volt az Aradi utca 8. 3. emeletén, a Globus Nyomda épületében. A Vitéz Rozs Kálmán Könyvkiadó szintén ponyvaregények kiadására szakosodott. 
Különféle álneveken több vadnyugati témájú kalandregényt írt mint Charles Rouge, Big Alden, J. H. Bucher, J. H. Buchaer, Busher (Lehetséges, hogy könyvsorozatába más álneveken is írt.)

## Kisregényei
- J. H. Bucher: Cowboy a gáton, 1939, 61 oldal
- J. H. Buchaer: Halálos hajsza, 1939 körül, 60 oldal
- Big Alden: Az eltüntetett farm, 1939, 31 oldal
- Charles Rouge: Bérgyilkos légionista, 1941, 32 oldal